# Guillac (Ar Mor-Bihan)
Guillac (en bretó Gilieg) és un municipi francès, situat a la regió de Bretanya, al departament d'Ar Mor-Bihan. L'any 2006 tenia 1.204 habitants.

## Demografia
| 1962                                       | 1968  | 1975 | 1982 | 1990  | 1999  |  |
| ------------------------------------------ | ----- | ---- | ---- | ----- | ----- |  |
| 993                                        | 1.056 | 988  | 987  | 1.037 | 1.092 |  |
| Des de 1962: població sense dobles comptes |       |      |      |       |       |  |

## Administració
| Període   | Identitat           | Partit |
| --------- | ------------------- | ------ |
| 1995-2008 | Jean-Paul Nayl      |        |
| 2001-     | Françoise Le Moelle |        |